# 二フッ化酸素
二フッ化酸素（にフッかさんそ、oxygen difluoride）化学式 OF2は常温で特異臭ある無色の気体。液体は淡黄色。有毒。融点－223.8℃、沸点－144.8℃。気体分子は折れ線形で。O–F間距離140.9pm、∠FOF103.18°。
電気陰性度が酸素は約3.5，フッ素が約4.0なので酸素の酸化数は+2である。これは、酸素酸化数が+2の唯一の化合物である。
二フッ化酸素は水酸化ナトリウム水溶液にフッ素を通ずるか、HF‐KF の水溶液を電解すると得られる。湿ったフッ化カリウムの存在下にフッ素を反応させる方法もある。
その性質はガラスを侵さず、水にやや溶けるが、水溶液は酸性を示さない。125℃まで安定である。フッ化酸素中最も安定で、単独では化学的に不安定というほどではない。しかしその強い酸化力に特徴があり、Cl2、Br2およびI2と二フッ化酸素とは室温で爆発する。水蒸気と混合しても室温で爆発する。放電下でH2、CH4、CO とは爆発的に反応する。
アルカリ水溶液中で二フッ化酸素はフッ化物イオンと酸素に分解する。
{\displaystyle {\ce {OF2 + 2OH^- -> O2 + 2F^- + H2O}}}
水とは穏やかに反応しフッ化水素を生成する。
{\displaystyle {\ce {OF2 + H2O -> O2 + 2HF}}}
金属あるいは非金属を問わず酸化ないしはフッ素化する。たとえば他のハロゲン化物イオンまたはハロゲン化水素の水溶液に対しては他のハロゲンを酸化する。
{\displaystyle {\ce {OF2 + aq.4HX -> 2X2 + 2HF + H2O}}}
また放電下では Xe とも反応してフッ化キセノンおよび酸化フッ化キセノンを生ずる。